# Anambodera lucksani
Anambodera lucksani är en skalbaggsart som beskrevs av Walters 1982. Anambodera lucksani ingår i släktet Anambodera och familjen praktbaggar. Inga underarter finns listade i Catalogue of Life.